# 奇術

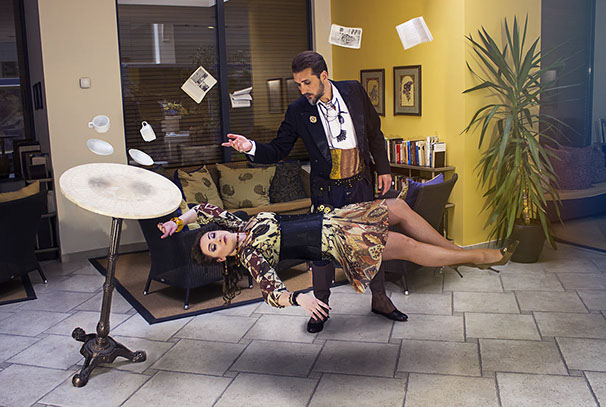
人体浮遊をおこなうマジシャン

奇術 （きじゅつ）は、人間の錯覚や思い込みを利用し、実際には合理的な原理を用いてあたかも「実現不可能なこと」が起きているかのように見せかける芸能。通常、観客に見せることを前提としてそのための発展を遂げてきたものをいう。日本では、手品（てじな）などとも言い、古くは手妻（てづま）、品玉（しなだま）とも呼ばれた。マジック（英: magic）と言う場合もある。また、奇術を行う者を奇術師（きじゅつし）、手品師（てじなし）、またマジシャンとも呼ぶ。

## 語源
マジックの語源は、香木を火に捧げる祭儀や夢占・占星術を司る古代ペルシアの祭司階級であるマゴスから派生したギリシア語「マゲイア」である。古代ギリシア・ローマ世界において、マゲイアという言葉は本来、マゴスの業や知識を指す語であるが、呪術、まじない、奇術、さらにはイカサマやペテンといった悪い意味でも使われるようになった。マジック（魔術）という語が呪術と奇術というふたつの意味を併せもつのは、彼らが行った各種の奇跡や魔術が現代的意味での奇術に相当することに由来するという説がある。

## 奇術の歴史

### 古代から中世
奇術の歴史は古く、演目の1つ「カップ・アンド・ボール en:Cups and balls」は古代エジプトのベニハッサン村の4000年以上前のものと推測されている洞窟壁画にそれらしきものが描かれている。ただし、これはカップ・アンド・ボールを演じているところではなくパンを焼いているところだと考える学者もいる。紀元前1700年頃のものと考えられている書物（ウェストカー・パピルス）には当時のファラオの前で演じた奇術師の様子が詳細に描かれている。ギリシア・ローマ時代には奇術師を「小石を使うもの」という意味の言葉calculariusや「カップを使うもの」という意味の言葉acetabulariiで呼び、これは「カップとボール」（ラテン語acetabula et calculi）を表している。この時代の文書には、奇術師に関連する逸話や見聞録が数多く存在する。
魔術と奇術は、ある意味では非常に近しい関係にある。英語のmagicがその両方を指すように、そもそも奇術は魔術を実現するために発展してきたとも考えられる。
奇術は古代、国家形成以前の時代から行われていたとされ、これは古代の集団においてそれを統率するリーダー的役割の人間は、不思議な力があることが大きな影響力を持っていた（日本では卑弥呼など）ことに由来する。リーダーは、民衆とは違ったことができるということをアピールすることで権力を得たともいわれるからである。このような奇術を「原始奇術」、「ビザー・マジック」とも言い、古代社会では大きな影響力を持つことに成功したと見られる。

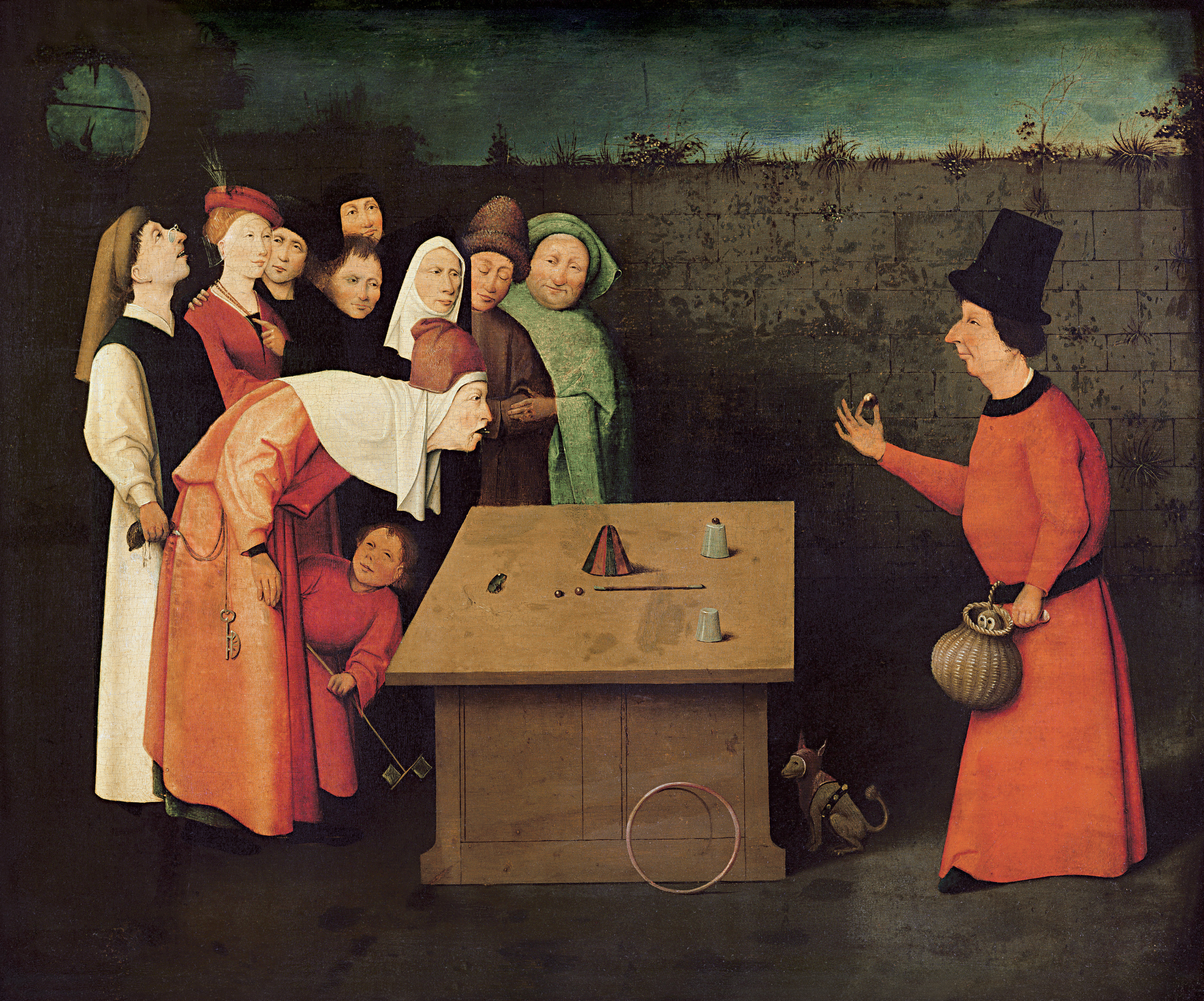
ヒエロニムス・ボス『手品師』（『いかさま師』とも。1475-1480年頃）。古典奇術「カップと玉」に目を奪われた客の財布を、左端の男が狙っている

中世から近世にかけて西ヨーロッパにおいても同様で、当時奇術は権力者にとっては自身の権力を大きく見せるための手段であり、同時に魔女狩りによって不都合な人物を消すための方便でもあった。
こうした権力者の虚構を暴き、同時に魔女狩りから無実の人々を救うため、1584年にイギリスの地方地主レジナルド・スコットが、『妖術の開示』をロンドンで出版。この中には奇術の解説も含まれており、世界最古の奇術解説書となっている。しかし権力者にとって不都合な書物であったためか、英国国王ジェームス一世は自身が王位につくと、この本を異端の書として全て燃やすように指示した。このためこの本の原書はほとんど残っていない。（その他の有名な初期の解説書といえば「ホーカス・ポーカス・ジュニア」など）。

### 近現代
大道芸や食卓芸として発展してきた欧米では、魔女裁判以降に奇術は再興、各国の王家専属の宮廷奇術師らも登場した。18世紀後半にはマリア・テレジアのために手品装置としてチェスを指す人形「トルコ人」（実際には中に人が隠れて操作していた）が登場し、ステージマジック、イリュージョンのさきがけとなった。1845年のロベール・ウーダンの登場から奇術は近代芸能へと変化を遂げる。それまでの「黒魔術的な怪しい衣装で暗い照明の下、不気味な演出で」行われていた奇術を、ウーダンは「燕尾服に明るい照明、スマートな演出」を行うことで完全なエンターテイメントへ変えた最初の人物である。このことから、ウーダンは「近代奇術の父」と呼ばれる。この時代の奇術師にはドコルタ、ストダー大佐らがいる。また、ステージ奇術師と同様に、サーカスに同行する奇術師（旅回り）や街頭奇術師は数多く存在していた。
19世紀後半から20世紀初頭まで、ボードヴィルやナイトクラブでのショー、ステージショーが全盛を極めた。当時はこういった分野が最も隆盛を極めた時代であり、1950年代に映画産業が発達するまでの代表的な演目だった。この時代まで、プロは相当数いたとされるが趣味としているのは一部の裕福な家庭の知識人だけであった。この時代に活躍したマジシャンとしては、ハリー・フーディーニやハワード・サーストン、ハリー・ケラーら。しかし、1800年代後半から多くの優れた奇術解説書が出版され、奇術は趣味として浸透し始める。多くはアマチュアの著作であることから「19世紀はプロの時代、20世紀はアマチュアの時代」と言われることがある（代表的なものはホフマン教授（プロフェッサー・ホフマン）著「モダン・マジック」など）。また「GENII」や「Magic」などといった奇術専門雑誌が発行されている。20世紀に入ってから、映画人気の影響や1929年の世界恐慌などによって、イリュージョンなどの大舞台の興行は大打撃を受け、次第に奇術師の活躍の場はナイトクラブなどに移行した。舞台が人気を失う中で、ラジオ番組やテレビ番組などへの登場で活躍の場を見つけ出した奇術師もいた。
1930年代以降は、大舞台に代わって身近なものを使ってみせるクロースアップ・マジックがよく演じられるようになり、クロースアップ系の雑誌なども発行されるようになった。ダイ・バーノンをはじめとしてクロースアップの分野で多大な功績を残すマジシャンが多く登場している。
現在では、奇術の演技形態だけでなく、タネに科学的なものも加わり進化は続いている。また身近で見せる奇術から大規模なイリュージョンまでさまざまな演技形態でプロが存在し、ショービジネス界で大成功を収めている奇術師も多く存在する（デビッド・カッパーフィールド、ランス・バートンなど）。
ギネス記録へ認定されるマジシャンとしては、デビッド・カッパーフィールドやジョナサン・ペンドラゴン、リッキー・ジェイ、山上兄弟が挙げられる。
「マジック界のオリンピック」とも形容されるFISM(Fédération Internationale des Sociétés Magiques)やI.B.M.(International Brotherhood of Magicians)、SAM(Society of American Magicians)といった世界的規模の会が存在している。コンベンション（大会）と呼ばれる催し物を開催し、全世界に奇術愛好家のネットワークが存在。プロからアマチュアまで垣根のない交流が可能といえる。

### 日本における歴史
日本における奇術の歴史は、奈良時代に唐より仏教とともに伝来した「散楽」が始まりとされ、狂言や能などと同じ源流を持っている。
大道芸として発展し、「放下」「呪術」「幻術」と呼ばれたが、戦国時代には芸として完成している。ただし、室町時代以降はキリシタン・バテレンの妖術と非難され、一時禁止された。陰陽師（安倍晴明など）の術も奇術の原理を使用していたとされる。戦国時代の果心居士などが有名。

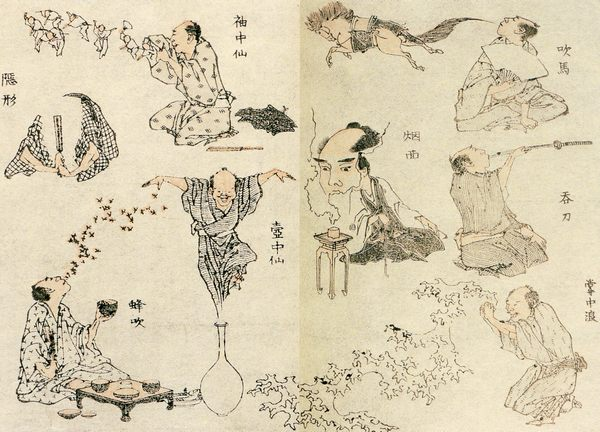
葛飾北斎画『北斎漫画』より、江戸時代の座敷芸の幻術。ブラック・アートや幻灯機を用いたものなどと解釈されている。

江戸時代頃から手妻（てづま）、品玉と呼ばれ、柳川一蝶斎や塩屋長次郎らが舞台で活躍した。特に塩屋長次郎は世界に先駆けて「ブラック・アート」（イリュージョンを参照）を完成させた人物である。この時代に完成した日本奇術（和妻）の中でも水芸や胡蝶の舞、ヒョコといった演目は傑作となっている。江戸時代以降は奇術解説書が多く出版されるようになり、日本最古のものは「神仙戯術」（元禄10年、1697年）であり、これは明の文人画の大家、陳眉公の翻訳である。江戸時代、奇術は知的な座敷芸として認知されていた。趣味人や知識人が著し、当時のプロが演じていた大掛かりなものから、座敷で演じるものまでが解説され、当時の日本人は既にエンターテイメントとして奇術を楽しんでいたことがわかる。「キリシタン・バテレンの妖術」という評判も、むしろ宣伝文句として使われた場合があった。江戸時代の著名な奇術解説書としては、「座敷芸比翼品玉」「秘事百撰」など。幕末から明治維新に掛けて来日した外国人は、手妻（特に胡蝶の舞）に驚嘆したという記録が残っている。
この時代には歌舞伎や人形浄瑠璃、からくり人形の舞台も大変な人気で、奇術的な原理を使用するものも多く、密接な関係を保っていた。
『和漢三才図会』（上 寺島良安 東京美術）の巻第十六「芸能」の記述では、「幻戯」と表記して、「めくらまし」と読ませ、「今云う魔法」とも記述され、前漢にまで起源を求めており、絵図には足に火がついた状態（原文では「火を履き」）で刀を口に入れる外国人が描かれている。
明治時代に、ヨーロッパ巡業した松旭斎天一やその一門などを始めとした数多くの奇術師が「西洋奇術」を披露し、人気を博した。このために、世界的に見てもユニークな手妻は徐々に勢いを無くし、現在では限られた奇術師（手妻師）しか演じなくなっている。現在の日本で見られる奇術のほとんどは欧米で発達したものであるため、日本古来の手妻（てづま）、品玉（しなだま）を指す場合に、特に西洋奇術の洋妻（ようづま）に対し和妻（わづま）という呼び方がされることもある。
1900年代初期から、日本奇術界は欧米のコピーに傾倒し始める。海外の知識が日本に流入するようになってから、奇術は手妻以上に演芸として確立する。
戦前は、松旭斎天一の弟子「魔術の女王」松旭斎天勝など松旭斎一門や様々な流派、または師弟関係の無い独学のマジシャンが興行を成功させた。また、アマチュアの研究家だった坂本種芳などが活躍し、同氏は1935年に海外の著名な賞であるスフィンクス賞を受けるなどしている。この時期に、様々な同好会が設立された。奇術のスタイルとしては、ステージマジックが主流であった。しかし、第二次世界大戦が長引くにつれ情報は乏しくなって行く。
戦後になると、小野坂東や高木重朗の尽力で欧米の奇術が再び日本へ紹介され、大きな影響を与えた。この頃は、クロースアップ・マジックに関連する情報が多く、この分野が急激に発展した。また、プロマジシャン以外にも、アマチュアながらも優秀な愛好家が増加。沢浩や厚川昌男といったアマチュアマジシャンが世界を驚嘆させる奇術を創案し、その他多くの優秀な人材が生まれている。
日本では、趣味人松田昇太郎が、松旭斎天一のサムタイなどのクロースアップ・マジックを継承しており、戦後、多くの進駐軍将校たちに披露し、また、彼らから米国の先進的なネタや資料を得て改良、テンヨーの商品開発に協力、月刊『奇術研究』に寄稿し、アマチュア手品の普及に努めた。
世界の舞台で活躍するマジシャンも多く、「マジック界のオリンピック」とよばれるFISM世界大会にも入賞するケースが増えている。世界で活躍したマジシャンとしては、石田天海や島田晴夫、峯村健二らがいる。
十数年おきにマジックブームが到来しており、1970年代に初代・引田天功などがステージマジックで成功し、1990年代には超魔術ブーム、2000年代にはMr.マリックらクロースアップ・マジックがブームを巻き起こした。
現在では日本の奇術愛好家人口も増加し、全国各地に同好会が存在する。組織では日本奇術協会、SJM（Society of Japanese Magicians）、日本クロースアップマジシャンズ協会(Japan Close-Up Magicians's Association/JCMA)、ICM、SAMジャパンなどが存在している。

## 奇術の分類

### 観客との距離による分類

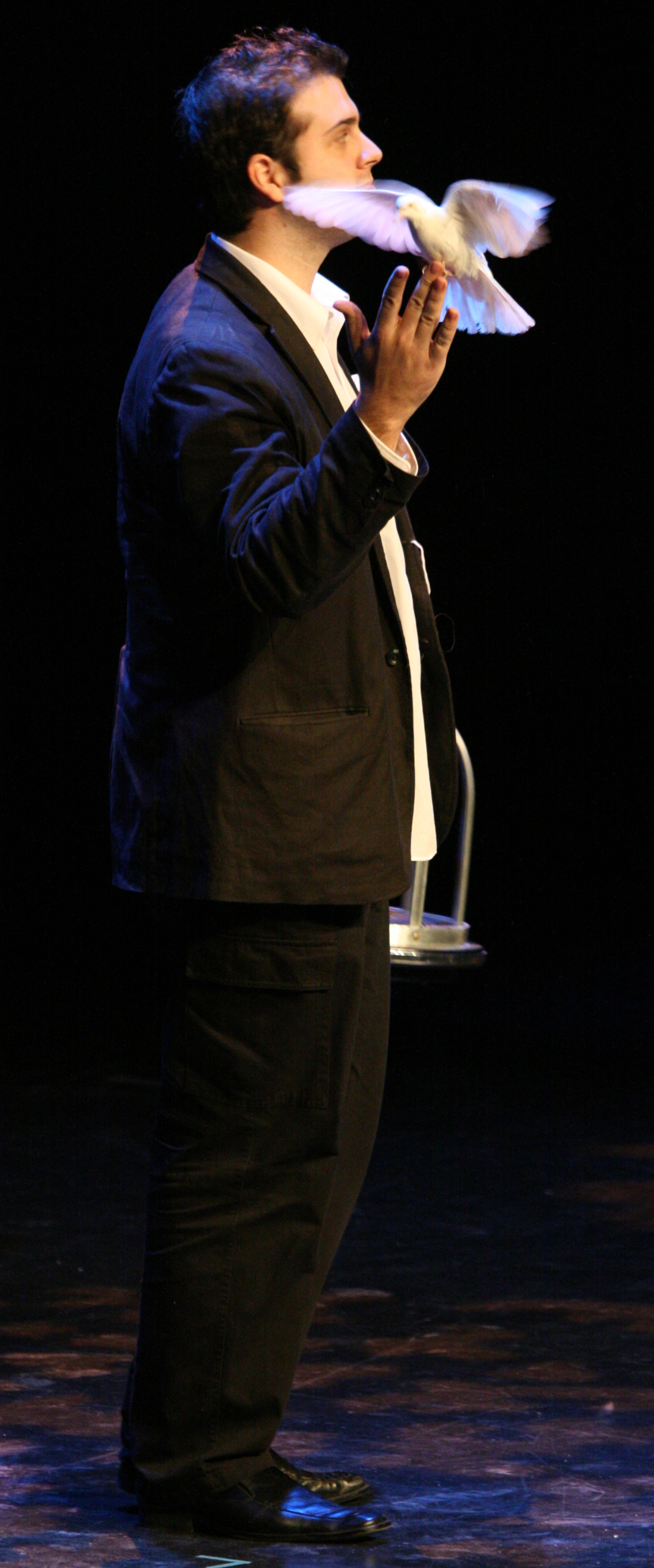
Michael Bouradaとハト

クロースアップマジック
小人数の観客と向かい合って演じる奇術を、クロースアップマジックという。テーブルを前にして行われることが多く、テーブルマジックとも言われる。カードマジックやコインマジックはクロースアップマジックとして演じられることが多い。他にも煙草、輪ゴムなどさまざまなものが道具として使用される。観客の選んだトランプを当てるなど、観客が参加する楽しみがある。英語表記は"close-up magic"であり、「クロース」と濁らずに発音する。
路上などで通りすがりの人に演じるストリートマジックや、レストランやパーティーなどでマジシャンがテーブルを巡回してマジックを見せるテーブル・ホッピングなどのジャンルがある。ストリートマジックは日本ではあまり普及していないが、TVではセロ、Dr.レオン、ピーター・マービー、マルコ・テンペストなどが行っており、TV以外ではアッキー、カルロス西尾、天河磨月(故人)などが行っている。
ステージマジック
大人数を前に舞台の上で行われる大規模な奇術をステージマジックという。ハトや宝石、トランプなどが出現・消失したり、さらには人間の出現や消失、人体の切断、爆発からの脱出などの派手な演出がなされることが多い。特に大規模なものはイリュージョンと呼ばれることもある。
サロンマジック
クロースアップマジックとステージマジックの中間的な奇術をサロンマジックという。出現系の派手な演出を比較的近距離から楽しめる。また、観客の参加度も高い。パーラーマジックとも呼ばれる。

### 道具による分類
カードマジック
カード（トランプ）を用いたマジックをカードマジックという。また、カードマジックを演じるマジシャンのことをカーディシャンという。
日本ではトランプと呼ぶことが多いが、本来はトランプとは切り札という意味である。
特に数枚のカードだけを用いて行う場合はパケット・トリックという。
コインマジック
コインを用いたマジックをコインマジックという。
コインは小さいのでクロースアップマジックとして演じられることが比較的多い。
ロープマジック
ロープを用いたマジックをロープマジックという。
クロースアップ・マジックから、サロンマジック、ステージマジックまで幅広く演じられる。
シルクマジック
シルク（絹のハンカチ）を用いたマジックをシルクマジックという。
ロープマジックと同様に幅広く演じられる。
イリュージョン
ステージマジックの中でも仕掛けを利用した大掛かりなものをイリュージョンという。
ただし、ロープからの脱出やアームギロチンなど、大道具とはいえないものであってもイリュージョンマジックと呼ばれている場合もある。またラスベガスをはじめとする諸海外では、大道具を使わないステージマジックであっても、幻想を見せるエンターテインメント全体をイリュージョンショーと呼ぶことが多い。

### 現象による分類
多くの研究家が自らの分類を発表している。
移動
ある場所にあった物が別の場所に移動すること。例:カップアンドボール、アンビシャスカード、ウィングド・シルバー
消失
コインなど特定の場所にあった物が消えてしまうこと。カードマジックにおいては、特定のカードに挟んだカードが消えたりと、間接的に消すものが多い。例:カニバル・カード、自由の女神像の消失
出現
なかったはずのものが現れること。消失と対の関係にある現象。消失現象とよく組み合わされる。例:マイザーズ・ドリーム、ハト出し
変身
ライオンが美女に変わるなど、人物が別のものに変わること。変身にかかる時間が短いほど効果的。脱出術とよく組み合わされる。
変化
コインやカードが変化すること。ハーフダラーがペニーに変化したり、カードを弾くと一瞬で違うカードになるなど。特に物体の色を変化させることをカラーチェンジという。例:スター・ゲイザー、スペルバウンド
復元
破いたり、燃やしたカードや紙幣を元通りに戻すこと。例:リストアカード
貫通
コインにタバコを通すなど、本来通り抜けないはずの物同士を通り抜けさせること。例:チャイナリング、万里の長城の通り抜け、クレイジーマンズ・ハンドカフス
浮揚
ハンカチや紙幣、ケーン、ボール、人体などを空中に浮遊させ、自由に動き回らせる。例:カードフロート、ダンシングケーン
透視
目に見えないはずのものを言い当てる。人が思ったことを当てる場合は読心術となる。例:Out of Sight-Out of Mind、ブック・テスト
念動
物体に直接触れずに動かす。例:ホーンテッド・デック
予言
これから起こる出来事を予知してみせる。例:オープン・プレディクション、ギリガンの予言

### 方法による分類
およそ以下の3つに分けられるが、2つ以上が組み合わさって成立している奇術もあり、また同一の奇術が複数の異なる方法によって実現できることもある。
スライハンド
手練の技術によって不思議さを演出する方法はスライハンドと呼ばれる。
スライハンドは和製英語であり、本来は「Sleight」または「Sleight of Hands」というのが正しい。
ギミック
奇術を演じるための仕掛けが施された道具を用いて行うものはギミックと呼ばれる。
セルフワーキング
数理的な原理に基づいたもので、手順通りに行えば自動的に上手くいくものをセルフワーキングという。カードマジックにはセルフワーキングの作品が多い。
高度な技術や高価な道具を必要としない場合が多いので初心者に向いているが、その分ビジュアルな現象を起こすのには向かない。

### 演出による分類
パター
会話を主体とするマジックはパターと呼ばれることがある。あるいは演技中に行う口上のことをパターという場合もある。
サイレント
前述のパターとは逆に台詞抜きで演技する場合はサイレントと呼ばれる。ステージマジックやイリュージョンは比較的サイレントで演じられる場合が多い。
コメディマジック
演技の中に笑いを主体として組み入れているマジックをコメディマジックやコミックマジックという。古くはアダチ龍光、ゼンジー北京　現代ではナポレオンズ、カルロス西尾、マギー一門などが知られる。
メンタルマジック
不可能性・不思議さを重要視し、降霊術や超能力のパフォーマンスのような演出で行うマジックをメンタルマジックという。透視、読心、予言、浮遊、念動といった現象を起こすものが多い。日本ではMr.マリックやロミオ・ロドリゲス・ジュニア、海外ではマックス・メイビンやリチャード・オスタリンドなどがよく行っている。
サッカートリック
マジシャンが奇術を失敗したと見せ掛けて、その後にどんでん返しが待っているマジックの総称。例えばカードマジックにおいて、観客の選んだカードを当てようとして失敗したマジシャンが、当てそこなったカードを本当に選んだカードに変化させるなど。

### その他の分類
和妻
日本の伝統奇術のことを和妻という。これに対して西洋の奇術を洋妻ということがある。
天覧奇術
日本において天皇に対して(天皇が観覧する状態)演じる奇術のことを天覧奇術という。
科学マジック
科学の法則・原理を利用したマジックを科学マジックという。科学教育に利用されることがある。米村でんじろうなどが知られる。
学生マジック
日本において学生の奇術サークルなどで演じられる奇術のことを学生マジックという。
学生のマジッククラブは、日本では盛んだが日本国外にはあまり多くない。日本の学生マジックの特徴としては、現象が起こったあと拍手をもらうためのアピール時間が異様に長いことが挙げられる。

## 手品のタネ
タネ明かしは奇術の世界では現在でも重大なタブーと見なされる。ただし実用新案の期限切れや守秘義務の無いもの、市販の手品グッズを使ったもの、一般の書店で購入できるタネ本に紹介されているもの、誰でも簡単に見破れるものなどについては、タネ明かしをすることがある。科学マジックについては科学教育を兼ねていることが多く性質上タネ明かしが普通に行われる。また、最初の奇術の解説書「妖術の開示」も、奇術がごく普通の人間でも実践できることを示し、魔女狩りから奇術師を救う目的があった。ギャグとしてわざとタネが簡単に見破れる奇術を行うマジシャンもいる（ナポレオンズ、ゼンジー北京、カルロス西尾、ショパン猪狩(東京コミックショウ)、マギー一門など）。しかし奇術のタネ明かしは基本的には行ってはいけない。
タネ明かしという言葉が一般化しているのは日本だけであり、ある意味で文化とも言える。最近ではこのタネ明かし文化を問題視する声も少なくない。日本ではタネは見破るものという文化があるために悪気はなくともマジックを妨害してしまう人もいるが、海外では一般人にはタネ明かしの概念がほとんどないためマジシャンが起こした奇跡に純粋に喜ぶ人が多い。日本のマジシャンが技を誇張するのに対し海外のマジシャンに魔法使いを演じる人が多いのはそのためと言われている。
マジシャンの演技中、たとえタネを知っていたとしても他の客にタネを暴露するのは重大なマナー違反である。

### 技法
奇術を成立させるために使用される手段の一つ。例えば奇術師がひそかに、カードを特定の場所にコントロールしたり、手に隠し持ったりする方法。シークレット・ムーブ。
観客に気づかれないように行わなければならないシークレット・ムーブとは対照的に、演者が技術をアピールするためにトランプなどを曲芸のように操る技術をフラリッシュという。

## 生で奇術を見られる場所
- ステージマジックは単独でショーが催される。またサーカスの一部として演じられるので、最も見る機会が多い。
- サロンマジックは、デパートの手品売り場で実演販売をみるのが最も手軽に見られる場である。
- クロースアップマジックは、手品部のある大学の大学祭などで見るのが手軽で、ある程度のレベルが期待できる。もちろん、プロが行うクロースアップマジックを運良く近くで見られる機会があれば、それが望ましいのは言うまでもない。
- 大都市では定期的にマジックショーを行うレストランやバーがある。また、それを専門としているところ（マジックバー）もある。
- 寄席では色物として奇術師がほぼ毎日出演しているのでほぼ毎日見ることができる。
- アマチュアの奇術愛好グループが定期的に催す発表会・交流会に参加することで見ることができる。
- プロの奇術師が行なうショーはホテルなどのイベントして催されることも多い。
- 社団法人日本奇術協会が1990年よりアマチュアとプロを対象としたコンテストを毎年行なっているので、それに参加すると見ることができる。

## サーストンの三原則
日本には奇術を演じるときの心構えを示すサーストンの三原則という格言がある。
1. 披露する前に現象を説明してはいけない
2. 繰り返してはいけない
3. 種明かしをしてはいけない

の3つを説明しているが、必ずしもこれが全てという訳ではなく、何度も同じ現象を繰り返して見せることにより不思議さを増す現象もある。
なお、サーストンとはアメリカのマジシャンであるハワード・サーストンのことであるが、この格言はほとんど日本でしか流通しておらず世界では一般的になっていない。故に種明かしという言葉が一般化しているのは日本だけである。
今の形での三原則が初めて書かれたのはTAMCの会報 vol.3, no.2（昭和12年12月）のことで坂本種芳が天城勝彦のペンネームで紹介したものである。ちなみに『三原則』に相当する注意書きが書かれたサーストンの署名入りチラシが1922年に印刷されたことが1997年に判明している。また、3つの原則のうち1と2に関してはホフマンの『モダン・マジック』（1876年）のイントロダクションで紹介されている。

## 著名なプロ奇術師

### 日本
- 隅田川浪五郎
- 松旭斎天一
- 松旭斎天勝
- 松旭斎天洋
- 石田天海
- 島田晴夫
- 引田天功 (初代)
- 引田天功 (2代目)
- マギー司郎
- マギー審司
- 山上兄弟

## 奇術趣味の著名人
奇術は、さまざまな著名人と関係が深い場合がある。中にはプロさながらの功績、テクニック、実力を持つ人物もあり、以下のような著名人が趣味としている。

### 日本
- 綾辻行人（推理作家）
- 泡坂妻夫（厚川昌男、推理作家）
- 安斎育郎（立命館大学教授）
- 浦辺粂子（女優）
- 江國滋（エッセイスト、俳人）
- 江戸川乱歩（推理作家）
- 北村薫（推理作家）
- 相沢沙呼（推理作家）
- 河野洋平（政治家）
- 小林賢太郎（お笑い芸人、ラーメンズのメンバー）
- 小山正明（元プロ野球選手）
- 島野育夫（元プロ野球選手）
- 瀬島順一郎（心理学者、大阪産業大学教授、FISM審査員）
- 多湖輝（心理学者）
- 二宮和也（アイドル、嵐のメンバー）
- 野呂一生（ギタリスト）
- 萩原朔太郎（詩人、作家）[20]
- 濱家隆一（お笑い芸人、かまいたちのメンバー）
- 牧原俊幸（アナウンサー）

### 日本国外
- オーソン・ウェルズ（俳優、映画監督）[21]
- クレイトン・ロースン（推理作家）
- ゲーテ（詩人、作家）[22]
- サッシャ・ギトリー（俳優、映画監督）[23]
- ジョルジュ・メリエス（映画監督）[24]
- ジョン・ディクスン・カー（推理作家）
- チャールズ・ディケンズ（小説家）[25]

## 奇術に関連する作品
奇術を題材にした小説や映画などは数多く製作されている。特に推理小説の分野では泡坂妻夫やクレイトン・ロースン、ジョン・ディクスン・カー（カーター・ディクスン）のように作家が奇術師の場合もある。

### 映像作品

#### テレビドラマ
- 刑事コロンボ 第36話『魔術師の幻想』（ハーヴェイ・ハート監督、1975年-1976年）
- 新・刑事コロンボ 第46話『汚れた超能力』（レオ・ペン監督、1989年）
- 世にも奇妙な物語 『マジシャンのポケット』（井上順主演、1992年7月9日）
- 警部補・古畑任三郎 第21回『魔術師の選択』（三谷幸喜脚本、1996年）
- マジシャン刑事（佐々木章光制作・演出、2000年）
- トリック（堤幸彦監督、2000年・2002年・2003年など）

#### 映画
- 楽天奇術師（リチャード・ウォーレス監督、1928年）
- キートンの大魔術師（英語版）監督 (レイモンド・カーネ監督、1936年)[26][27]
- 魔術の恋（ジョージ・マーシャル（英語版）監督、1953年）
- 消える貴婦人（アルフレッド・ヒッチコック監督、1955年）
- ヨーロッパの夜（アレッサンドロ・ブラセッティ監督、1959年）
- サイコ（アルフレッド・ヒッチコック監督、1960年）
- スティング（ジョージ・ロイ・ヒル監督、1973年）
- マジック・ボーイ(キャレブ・デシャネル監督、1982年)
- SHADE（ダミアン・ニーマン監督、2003年）
- プレステージ（クリストファー・ノーラン監督、2006年）
- 幻影師アイゼンハイム(ニール・バーガー監督、2006年)
- 奇術師フーディーニ 〜妖しき幻想〜(ジリアン・アームストロング監督、2008年)
- 大魔術師"X"のダブル・トリック（イー・トンシン監督、2011年）
- グランド・イリュージョン（ルイ・ルテリエ監督、2013年）
- 青天の霹靂（劇団ひとり監督、2014年）

#### アニメ
- 魔法のスターマジカルエミ（安濃高志監督、1986年-1987年）
- 手品先輩（臼井文明監督、2019年）

### 文学作品

#### 推理小説
- 奇術探偵・曾我佳城シリーズ（泡坂妻夫）
- 11枚のとらんぷ（泡坂妻夫）
- 奇術師探偵 グレート・マーリニ (The Great Merlini) シリーズ（クレイトン・ロースン）
  - 長編
    - 帽子から飛び出した死
    - 天井の足跡
    - 首のない女
    - 棺のない死体（ゆうれい殺人事件）

  - 短編
    - 入れ墨男の手懸り（いれずみ男の謎）
    - 折れた脚の手懸り
    - ありそうでない動機の謎（動機なき殺人）
    - この世の外から（あの世から）
    - 天外消失
    - マーリニと嘘発見器
    - 消えたダイヤモンド
    - 音響効果殺人事件
    - 世に不可能事なし
    - 奇蹟なんぞはいつでも起る
    - マーリニと写真の謎
    - 世界最小の密室
- 魔術師シフティシリーズ（ウィリアム・マーレイ）
  - 走りすぎた馬
  - スプリンターを狙え
- ロンドンの超能力男（ダニエル・スタシャワー）：シャーロック・ホームズのパスティーシュ
- 魔術（87分署シリーズ、エド・マクベイン）
- 塔上の奇術師（江戸川乱歩）
- 彩紋家事件（JDCシリーズ：清涼院流水）
- 幻惑の死と使途（森博嗣）
- 魔術師（井上雅彦・編）
- マジシャン MAGICIAN（松岡圭祐）
- イリュージョン マジシャン第2幕（松岡圭祐）
- 酉乃初の事件簿シリーズ （相沢沙呼）
- 奇術師（クリストファー・プリースト）: クリストファー・ノーラン監督「プレステージ」の原作
- 魔術師 -イリュージョニスト-（ジェフリー・ディーヴァー）
- 歯と爪（ビル・バリンジャー）

#### 推理小説以外
- 奇術師カーターの華麗なるフィナーレ（グレン・デイヴィッド・ゴールド）
- 奇術随筆（阿部徳蔵）
- ガダラの豚（中島らも）
- 青天の霹靂（劇団ひとり）

### 漫画作品
- 萩尾望都「すてきな魔法」小学館[28]
- 森田信吾「栄光なき天才たち」集英社 - 単行本第13巻で、ハリー・フーディーニを採り上げている[29]。
- 青山広美「バード 〜砂漠の勝負師〜」双葉社
- 山根和俊「バード 〜最凶雀士VS天才魔術師〜」双葉社 (上記「バード 〜砂漠の勝負師〜」のリメイク)
- 荒木飛呂彦「魔少年ビーティー」集英社
- 石垣ゆうき「マジシャン探偵A」
- 高階良子「マジシャン」ボニータコミックス 秋田書店
- 高田裕三「毎日が日曜日」講談社
- 黒沢哲也・阿白宗可「マジック・マスター」スクウェア・エニックス
- 岡野剛「魔術師2（マジシャンスクウェア）」集英社
- 松苗あけみ「ファンタストの恋愛」集英社
- SHOWMAN'S・佐々木和志とダイナミック・プロ「イリュージョン・メイ」エンターブレイン
- 星里もちる「ツインビーンズ」（読切 同「オムライス」5巻 小学館に収録）
- 北村有香「Fun☆Fan☆からくり姫」ちゃおコミックス 小学館
- 青山剛昌「まじっく快斗」少年サンデーコミックス 小学館
- 立川恵「怪盗セイント・テール」 講談社
- 細野不二彦「ダブル・フェイス」 小学館
- 杉本亜未「ファンタジウム」 講談社
- アズ「手品先輩」 講談社

### コンピュータゲーム
- マジック大全（ニンテンドーDS、任天堂、2006年）
- まじかりて！（ビジュアルノベル、ZipperSoft、2013年）